# Byron Lee
Pour les articles homonymes, voir Lee.
Byron Lee (Byron Aloysius Lee) est un musicien et producteur important de la musique jamaïcaine, né le 27 juin 1935, et mort le 4 novembre 2008 des suites d'un cancer. Il est connu pour ses nombreuses reprises avec son groupe The Dragonaires. Il est le père du chanteur britannique Omar.

## Biographie
Né à Christiana en Jamaïque, il étudie au collège Saint George à Kingston, où il monte son premier groupe comme bassiste, avant de fonder les Dragonaires en 1957 (d'après les armoiries du collège représentant un dragon). Après avoir accompagné quelques grands artistes américains comme Sam Cooke, Chuck Berry, Ray Charles, Brook Benton ou Johnny Nash, ils sortent leurs premiers singles en 1960 : Dumplins, Kissing Gal ou Limbo Jamaica. Ils continuent à enregistrer des morceaux instrumentaux de ska (Frankenstein, Night Train From Jamaica) et accompagnent de nombreux artistes dans les clubs de Kingston.
En 1962, ils apparaissent dans le film James Bond 007 contre Dr. No, puis s'envolent pour New York en 1964 (à la place de Skatalites), en compagnie de Prince Buster, Jimmy Cliff, Eric Morris, Millie Small, Roy Willis et Delroy Wilson, dans le but de promouvoir le ska aux États-Unis. Fort de ces succès, et soutenus par le gouvernement, ils partent souvent en tournée à travers les Caraïbes, le Canada ou les États-Unis avec les Ska Dancers et enregistrent quelques singles sous le nom de Ska Kings.
De grands musiciens jamaïcains font partie des Dragonaires, comme Baba Brooks, Granville Williams, Sammy Ismay, Neville Hinds, Leslie Butler puis Winston Wright, Lester Sterling, etc. En 1967, ils enregistrent deux albums de rock steady avec Jo Jo Bennett sous le nom de The Good Guys.
Byron Lee achète en 1969 le studio West Indies Records Limited (WIRL) qu'il rebaptise Dynamic Studio. Il produit notamment Toots and the Maytals, The Blues Busters, Eric « Monty » Morris, Johnny Nash. Comme artiste, il se contente d'aligner les reprises en mélangeant reggae, funk et soca. Il obtient un gros hit au milieu des années 1980 avec Winey Tiney. En 1990, il fonde la compagnie Jamaican Carnival 90 Ltd.